# Francis Grosvenor, 8. Earl of Wilton

Wappen des Francis Grosvenor, 8. Earl of Wilton

Francis Egerton Grosvenor, 8. Earl of Wilton (* 8. Februar 1934), ist ein britischer Adeliger, Bankier und Akademiker.

## Leben
Er ist der älteste Sohn von Robert Egerton Grosvenor, 5. Baron Ebury (1914–1957), aus dessen erster Ehe mit Anne Acland-Troyte (1912–1982). Er besuchte das Eton College.
Nach einer Karriere im Finanzdienstleistungssektor von London, Melbourne und Hongkong, promovierte er  an Kunst-Fakultät der Universität Melbourne als  Ph.D. und lehrte danach an derselben Universität unter dem Kurznamen „Dr. Francis Ebury“, unter dem er zwischen 2002 und 2008 auch einige wissenschaftliche Arbeiten veröffentlichte.
Beim Tod seines Vaters erbte er im Mai 1957 dessen Adelstitel als 6. Baron Ebury und wurde dadurch Mitglied des britischen House of Lords. Im Oktober 1999 erbte er von seinem kinderlosen Cousin vierten Grades Seymour Egerton, 7. Earl of Wilton (1921–1999), dessen Adelstitel als 8. Earl of Wilton und 8. Viscount Grey de Wilton. Im November 1999 schied er mit Inkrafttreten des House of Lords Act 1999 aus dem britischen Parlament aus. Im Moment ist er Heir Presumptive des Titels Marquess of Westminster, der im Moment von seinem Onkel vierten Grades Hugh Grosvenor, 7. Duke of Westminster (* 1991), gehalten wird.
Er wohnt in Mount Macedon, Victoria, Australien.

## Ehen und Nachkommen
Am 10. Dezember 1957 heiratete er Gilian Elfrieda Astley. Aus dieser Ehe hat er einen Sohn und Titelerben, Julian Francis Martin Grosvenor, Viscount Grey of Wilton (* 1959). Die Ehe wurde 1962 geschieden.
In zweiter Ehe heiratete er am 8. März 1963 Kyra Aslin. Diese Ehe blieb kinderlos und wurde 1973 geschieden.
Am 24. Februar 1974 heiratete er Suanne Jean Suckling, mit der er bis zu ihrem Tod 2018 verheiratet war. Sie hatten eine Tochter Lady Georgina Lucy Grosvenor (1973–2003), die als Violinistin Karriere machte, 2000 Dr. Peter Mitev heiratete, aber 2003 starb.